# Destriana
Destriana es un municipio y villa española de la provincia de León, en la comunidad autónoma de Castilla y León. Se encuentra en la comarca de La Valduerna y cuenta con una población de 424 habitantes (INE 2024). Fue el lugar donde el rey Ramiro III falleció y recibió sepultura en el año 984. Su iglesia de San Salvador es un ejemplo del estilo románico.

## Geografía
Situado entre el río Peces y el río Duerna. Los terrenos de Destriana limitan con los de Santiago Millas al norte, Curillas, Tejadinos y Tejados al noreste, Robledo de la Valduerna al este, Quintana y Congosto y Palacios de Jamuz al sureste, Quintanilla de Flórez al sur, Torneros de Jamuz al suroeste, Castrillo de la Valduerna al oeste y Lagunas de Somoza al noroeste.

## Historia
El lugar se encuentra poblado desde la prehistoria, como evidencian hallazgos arqueológicos realizados en el Castro. Se trata de restos de enterramientos por inhumación e incineración de épocas prerromana. Se conservaban algunos objetos pertenecientes a ajuares funerarios, como fíbulas o broches para sujetar la ropa, un hacha de hierro.
En todo el valle del río Ornia o Guernia (Duerna) se asentaban grupos de Orniacos pertenecientes a los pueblos astures.
Durante la Reconquista estas tierras fueron repoblabas gracias al amparo de una fundación monacal Prebenedictina, bajo la advocación de San Miguel Arcángel. Este monasterio fue fundado a principios del siglo X (entre los años 931-951) por el monarca leonés Ramiro II (hijo del rey Ordoño II). El monarca dotó a San Miguel con las propiedades reales conquistadas a lo largo de la vega del Duerna.
La importancia que alcanzó este convento se aprecia en que durante años fue lugar de enterramiento para personajes notables como San Fortiz, obispo de Astorga (920-931), o el rey Ramiro III hijo de Sancho el Gordo y nieto del fundador del Convento, Ramiro II. El rey Ramiro III tuvo que soportar una rebelión que estalló contra él en Galicia capitaneada por su primo Vermudo, quien fue coronado rey de Galicia en el año 982 como Vermudo II (apodado El Gotoso). Vermudo II presentó batalla al rey leonés en Portilla de Arenas en el año 983, con resultado poco favorable para ambos bandos. Tras la contienda Ramiro III se retiró al monasterio de Destriana. al amparo de su preceptor Rubesind, abad de San Miguel desde el año 970. Ramiro III falleció en el año 984 en plena juventud (apenas contaba con 24 años) y fue enterrado en el recinto monacal, probablemente en el sarcófago de mármol blanco que hoy hace las veces de «poyo» en la entrada de la iglesia de El Salvador. El rey Ramiro III falleció en Destriana el 26 de junio de 984 y recibió sepultura en el monasterio de San Miguel en la misma localidad. Dos siglos más tarde, el rey Fernando II de León ordenó trasladar el cadáver de Ramiro III desde la iglesia de San Miguel de Destriana hasta la catedral de Astorga. En el siglo XVI se había perdido el rastro de su tumba, a pesar de que sospechaban que bien pudiera ser una de las dos que había en la capilla mayor y que se creía que contenían los restos de dos infantes.
A mediados del siglo XII, el rey Fernando II, benefactor de las nuevas órdenes militares que colaboraban en las labores de reconquista y repoblación, donó la villa y su término, que llegaba hasta las poblaciones vecinas de Villalís de la Valduerna y Castrotierra, bajo la Orden de Santiago (Priorato de San Marcos). Esta orden de caballería ejerció durante siglos (hasta el siglo XIX) un dominio señorial sobre estas tierras, origen del blasón colocado en la Casa de la Encomienda (siglos XVII-XVIII), que la Orden tenía en Destriana y que aún hoy exhibe el relieve del león rampante diestra bajo la cruz de Santiago.
A lo largo de todo el cauce del río Duerna se removieron grandes cantidades de tierra para extraer oro que se encontraba en los depósitos aluviales. Tomando como referencia los datos que existen sobre la riqueza aurífera media por metro cúbico, aproximadamente se extrajeron como mínimo más de 1500 kilos de oro. Destriana tuvo cierta prosperidad económica bajo la administración del Priorato de San Marcos y el control judicial de la Inquisición, que exhibe su escudo de armas (cruz latina, espada y pluma) en un edificio de 1808, asentándose en su solar algunas casas nobiliarias como demuestran las casas blasonabas de los linajes San Julián, Flórez, Miranda, Osorio y Valcarce.
Su Iglesia de San Salvador es un ejemplo del estilo románico. Es un templo románico y mozárabe, construido entre los siglos XI y XII. Se tienen datos de la existencia de un templo en la zona desde el siglo IX, cuando Ramiro II de León ordena la construcción de un monasterio bajo la advocación de San Miguel por petición de su esposa, Urraca Sánchez (reina de León). En el año 987 el monasterio es destruido por Almanzor y es necesaria la construcción de uno nuevo, esta vez bajo la advocación de San Salvador. Este monasterio, mucho más sencillo, es el que ha llegado a nuestros tiempos. Además hay un capitel corintio del siglo IV que se usa como pila de agua bendita.

## Demografía
Cuenta con una población de 424 habitantes (INE 2024).
| Gráfica de evolución demográfica de Destriana entre 1842 y 2021 |
| |
| Población de derecho según los censos de población del INE Población de hecho según los censos de población del INE Entre el censo de 1857 y el anterior disminuye el término del municipio porque independiza a Castrillo de la Valduerna y Robledo de la Valduerna Entre el censo de 1860 y el anterior crece el término del municipio porque incorpora a Robledo de la Valduerna |

### Población por núcleos
Desglose de población según el Padrón Continuo por Unidad Poblacional del INE.
| Núcleos                | Habitantes (2014) | Varones | Mujeres |
| ---------------------- | ----------------- | ------- | ------- |
| Destriana              | 336               | 160     | 176     |
| Robledino de Valduerna | 98                | 46      | 52      |
| Robledo de Valduerna   | 128               | 63      | 65      |

## Comunicaciones
Se comunica mediante la LE-133 al norte y al sur y a este y oeste mediante carreteras vecinales. El aeropuerto de León es el aeropuerto más cercano, encontrándose a 60 kilómetros de Destriana.

## Administración
| Periodo   | Nombre                          | Partido |
| --------- | ------------------------------- | ------- |
| 2011-2015 | Toribio del Río Berciano        | PP      |
| 2015-2019 | Abelardo Felgueroso Santamarina | PP      |

### Evolución de la deuda viva
El concepto de deuda viva contempla solo las deudas con cajas y bancos relativas a créditos financieros, valores de renta fija y préstamos o créditos transferidos a terceros, excluyéndose, por tanto, la deuda comercial.
| Gráfica de evolución de la deuda viva del ayuntamiento entre 2008 y 2014                             |
| |
| Deuda viva del ayuntamiento en miles de Euros según datos del Ministerio de Hacienda y Ad. Públicas. |

La deuda viva municipal por habitante en 2014 ascendía a 28,47 €.